# Pružina (powiat Powaska Bystrzyca)
Pružina – wieś (obec) w powiecie Powaska Bystrzyca, w kraju trenczyńskim na Słowacji. Znajduje się w północno-zachodniej części Słowacji.
Leży w Górach Strażowskich, ok. 13 km na północ od najwyższego masywu tych gór – Strážova. Zabudowania wsi leżą w niewielkiej kotlinie śródgórskiej, którą przecina
górny bieg rzeczki Pružinka, lewobrzeżnego dopływu Wagu.
W otoczeniu wsi, w wapiennych i dolomitowych masywach Gór Strażowskich, znajduje się około 150 jaskiń krasowych. Są to m.in. Pružinská Dúpna jaskyňa, Četníkova svadba, Jánošíkova jaskyňa, Otcova jaskyňa, Priepasť medzi Kačkami i Strážovská priepasť.